# いよわ
いよわ（2000年9月23日 - ）は、日本のボカロP・作詞家・作曲家・イラストレーターである。男性。

## 来歴
- 2018年2月14日、「終末のお天気」をニコニコ動画に投稿し、ボーカロイドプロデューサー（ボカロP）デビュー[2]。
- 2019年11月17日、自主制作盤の1stアルバム『ねむるピンクノイズ』を発売した（デジタル解禁は翌年1月13日）[3]。
- 2020年7月18日、「IMAWANOKIWA」が、ニコニコ動画で自身初の10万回再生突破（殿堂入り）を記録した[4]。
- 2021年4月19日、「IMAWANOKIWA」がYouTubeで自身初となる100万回再生を突破した。

- 2021年12月22日、初の全国流通盤となる2ndアルバム『わたしのヘリテージ』を発売[5][6]。オリコン最高位54位、オリコンインディーズアルバムランキング4位を記録した[7][8]。

- 2022年2月10日、「きゅうくらりん」が、ニコニコ動画で自身初の100万回再生突破（伝説入り）を記録した。
- 2022年3月19日、YouTubeのチャンネル登録者数が10万人を突破した。
- 2022年6月19日、「きゅうくらりん」が、YouTubeで自身初の1000万回再生を突破した。
- 2022年9月14日、擬態するメタとのコラボ楽曲「ふぇのめのん」がトイズファクトリーから配信リリースされた。これが自身初のメジャーレーベルからのリリースとなった。
- 2022年10月8日から10日開催のThe VOCALOID Collection ～2022 Autumn～にて「熱異常」が1位を獲得した[9]。
- 2023年5月31日、スマホゲーム「プロジェクトセカイ カラフルステージ! feat. 初音ミク」の提供曲である「ももいろの鍵」を公開した。
- 2023年8月26日、YouTubeの総再生回数が1億回を突破した。

## 人物
ニンテンドーDSのソフト「大合奏!バンドブラザーズDX」で小学校3年生の頃から作曲をしていた。小学校高学年から中学生の頃にゲームセンターでよく遊んでいた太鼓の達人で、順番待ちをしている時に前の人がじんの「チルドレンレコード」をプレイしていたことをきっかけにカゲロウプロジェクトにハマっていったことからボカロを聴くようになった。
当時高校2年生だった2018年に「終末のお天気」でボカロPデビューを果たした。名前の由来は胃が弱いことから。2020年秋に開催されたThe VOCALOID Collection（通称ボカコレ）で「1000年生きてる」が5位に入賞した。2021年には、8月に可不を使用した楽曲「きゅうくらりん」を発表しYouTubeでは約4ヶ月で300万再生を突破、12月には2ndアルバム『わたしのヘリテージ』がオリコンインディーズアルバムランキングで初登場4位を記録するなど、注目を集めている。
自身の楽曲のミュージックビデオの絵や動画は全て自分で制作している。また多くの楽曲でリリースカットピアノを使用していることや、変調や変速、詰め込み歌唱、不協和音などを効果的に用いていることなども特徴的。
憧れているボカロPははるまきごはん。はるまきごはんを中心としたアニメーション映像スタジオ「スタジオごはん」のメンバーでもあり、2021年からはるまきごはんのミュージックビデオにアニメーションアシスタントとして度々参加している。
自身の曲の中で思い入れの強い作品は、2018年末に発表した「水死体にもどらないで」で、受験期の真っ只中で勉強に追い込まれながら制作し公開した楽曲だと語っている。

## ディスコグラフィ

### アルバム

#### CDアルバム
| #                               | リリース日     | タイトル               | 販売形態       | 規格品番       | 収録曲 | 順位           |
| いよわ（同人）                  | いよわ（同人） | いよわ（同人）         | いよわ（同人） | いよわ（同人） | いよわ（同人） | いよわ（同人） |
| ------------------------------- | -------------- | ---------------------- | -------------- | -------------- | --- | -------------- |
| 1                               | 2019年11月17日 | ねむるピンクノイズ     | CD             | -              | 全15曲 1. YURAGI (Instrumental) 2. 夢遊絶頂感 3. わたしは禁忌 4. IMAWANOKIWA 5. ゆるやかな化膿 6. 赤色が怖い 7. ディアーマイウィッチクラフト 8. アダラナ 9. 無辜のあなた 10. マーシーキリング 11. 水死体にもどらないで 12. 知らない香り 13. ラストジャーニー 14. エンゼルケア 15. シークレットトラック | -              |
| Igusuri Records（インディーズ） |                |                        |                |                | |                |
| 2                               | 2021年12月22日 | わたしのヘリテージ     | CD             | SNCL-55        | 全15曲 1. 捕食ひ捕食 2. オーバー！ 3. 黄金数 4. くろうばあないと 5. アプリコット 6. たぶん終わり 7. あだぽしゃ 8. うらぽしゃ 9. きゅうくらりん 10. 灰色の靴 11. ヘブンズバグ 12. ポプリさん 13. さよならジャックポット 14. アイリスアウト 15. 1000年生きてる | 54位           |
| 3                               | 2024年06月26日 | 映画、陽だまり、卒業式 | 2CD            | SNCL-92        | 全24曲 Disc 1 1. パジャミィ 2. ゆめみるうろこ 3. わたしは禁忌 (2024 ver.) 4. 異星にいこうね 5. ぷらいまり 6. 間に合え結婚式 7. 頬が乾くまで 8. キャットファイト 9. ももいろの鍵 10. 平熱 11. 一千光年 (Album ver.) 12. 新学期 Disc 2 1. 深夜怖い 2. バベル 3. 黄金数 (2024 ver.) 4. 地球の裏 5. つづみぐさ 6. クリエイトがある 7. 花蟷螂 8. 大女優さん 9. 粗大ごみの日 10. 熱異常 11. 三十九割 12. 卒業式 | 9位            |

#### デジタルアルバム
| # | リリース日     | タイトル   | 収録曲                                                                                                 |
| - | -------------- | ---------- | --- |
| 1 | 2019年06月24日 | 夢遊絶頂感 | 全3曲 1. 夢遊絶頂感 2. アザレアに告ぐ（arranged by いよわ） 3. 小夜シークレット （arranged by いよわ） |

### シングル

#### デジタルシングル
| #  | リリース日 | リリース日 | タイトル               | レーベル        | 収録アルバム                              |
| #  | 年         | 月日       | タイトル               | レーベル        | 収録アルバム                              |
| -- | ---------- | ---------- | ---------------------- | --------------- | ----------------------------------------- |
| 1  | 2020年     | 06月08日   | くろうばあないと       | Iyowa           | わたしのヘリテージ                        |
| 2  | 2020年     | 06月08日   | ポプリさん             | Iyowa           | わたしのヘリテージ                        |
| 3  | 2020年     | 07月22日   | 黄金数                 | Iyowa           | わたしのヘリテージ                        |
| 4  | 2020年     | 09月23日   | さよならジャックポット | Iyowa           | わたしのヘリテージ                        |
| 5  | 2020年     | 12月15日   | 1000年生きてる         | Iyowa           | わたしのヘリテージ                        |
| 6  | 2021年     | 02月16日   | オーバー！             | Iyowa           | わたしのヘリテージ                        |
| 7  | 2021年     | 03月31日   | たぶん終わり           | Iyowa           | わたしのヘリテージ                        |
| 8  | 2021年     | 06月24日   | あだぽしゃ             | Iyowa           | わたしのヘリテージ                        |
| 9  | 2021年     | 09月04日   | きゅうくらりん         | Iyowa           | わたしのヘリテージ                        |
| 10 | 2021年     | 09月07日   | われらはハレ           | VirtualCast     | アルバム未収録                            |
| 11 | 2022年     | 04月14日   | パジャミィ             | Igusuri Records | 映画、陽だまり、卒業式                    |
| 12 | 2022年     | 09月14日   | ふぇのめのん           | TOY'S FACTORY   | アルバム未収録                            |
| 13 | 2022年     | 10月22日   | AKUMA！                | Igusuri Records | アルバム未収録                            |
| 14 | 2022年     | 10月22日   | ぷらいまり             | Igusuri Records | 映画、陽だまり、卒業式                    |
| 15 | 2022年     | 10月22日   | 熱異常                 | Igusuri Records | 映画、陽だまり、卒業式                    |
| 16 | 2023年     | 01月13日   | 異星にいこうね         | Igusuri Records | 映画、陽だまり、卒業式                    |
| 17 | 2023年     | 01月13日   | 頬が乾くまで           | Igusuri Records | 映画、陽だまり、卒業式                    |
| 18 | 2023年     | 01月13日   | 地球の裏               | Igusuri Records | 映画、陽だまり、卒業式                    |
| 19 | 2023年     | 04月06日   | つづみぐさ             | Igusuri Records | 映画、陽だまり、卒業式                    |
| 20 | 2023年     | 04月06日   | 大女優さん             | Igusuri Records | 映画、陽だまり、卒業式                    |
| 21 | 2023年     | 04月07日   | 一千光年               | Igusuri Records | 映画、陽だまり、卒業式                    |
| 22 | 2024年     | 02月25日   | バベル                 | Igusuri Records | 映画、陽だまり、卒業式                    |
| 23 | 2024年     | 02月26日   | ももいろの鍵           | Igusuri Records | 映画、陽だまり、卒業式                    |
| 24 | 2024年     | 02月27日   | ゆめみるうろこ         | Igusuri Records | 映画、陽だまり、卒業式                    |
| 25 | 2024年     | 02月28日   | たびのまえ、たびのあと | KARENT          | Project VOLTAGE 18 Types/Songs Collection |
| 26 | 2024年     | 08月21日   | ファイアঌフライ        | Virgin Music    | 煮ル果実『MWLÁND』                        |
| 27 | 2024年     | 09月13日   | うわがき               | Igusuri Records | 未定                                      |

### 未発表曲
- 「私の革命」 - 『shabondama 2022AW spacial movie』に使用された書き下ろしインスト楽曲

## ミュージック・ビデオ
| #                                                     | 公開日 | 公開日   | 楽曲                         | 歌唱                                                                         | 順位 | 収録アルバム                              |
| #                                                     | 年     | 月日     | 楽曲                         | 歌唱                                                                         | 順位 | 収録アルバム                              |
| ----------------------------------------------------- | ------ | -------- | ---------------------------- | ---------------------------------------------------------------------------- | ---- | ----------------------------------------- |
| 1                                                     | 2018年 | 02月14日 | 終末のお天気                 | v_flower                                                                     | 未   | アルバム未収録                            |
| 2                                                     | 2018年 | 03月18日 | 昨非今是のイノセンス         | v_flower                                                                     | 未   | アルバム未収録                            |
| 3                                                     | 2018年 | 05月06日 | イーマイナー                 | v_flower                                                                     | 未   | アルバム未収録                            |
| 4                                                     | 2018年 | 07月15日 | 乙女を踊れ                   | 初音ミク                                                                     | 未   | アルバム未収録                            |
| 5                                                     | 2018年 | 10月19日 | マーシーキリング             | 初音ミク v_flower                                                            | 未   | ねむるピンクノイズ                        |
| 6                                                     | 2018年 | 12月14日 | 水死体にもどらないで         | 初音ミク v_flower                                                            | 未   | ねむるピンクノイズ                        |
| ７                                                    | 2019年 | 04月12日 | ラストジャーニー             | 初音ミク v_flower                                                            | 未   | ねむるピンクノイズ                        |
| 8                                                     | 2019年 | 05月24日 | わたしは禁忌                 | 初音ミク v_flower                                                            | 未   | ねむるピンクノイズ                        |
| 9                                                     | 2019年 | 08月16日 | 無辜のあなた                 | 初音ミク v_flower                                                            | 未   | ねむるピンクノイズ                        |
| 10                                                    | 2019年 | 10月13日 | ディアーマイウィッチクラフト | 初音ミク v_flower                                                            | 未   | ねむるピンクノイズ                        |
| 11                                                    | 2019年 | 11月10日 | IMAWANOKIWA                  | 初音ミク                                                                     | 8位  | ねむるピンクノイズ                        |
| 12                                                    | 2020年 | 01月04日 | くろうばあないと             | 初音ミク v_flower 歌愛ユキ GUMI                                              | 未   | わたしのヘリテージ                        |
| 13                                                    | 2020年 | 03月13日 | ポプリさん                   | 初音ミク v_flower                                                            | 未   | わたしのヘリテージ                        |
| 14                                                    | 2020年 | 07月21日 | 黄金数                       | 初音ミク v_flower                                                            | 未   | わたしのヘリテージ                        |
| 15                                                    | 2020年 | 09月27日 | さよならジャックポット       | 初音ミク v_flower                                                            | 未   | わたしのヘリテージ                        |
| 16                                                    | 2020年 | 12月11日 | 1000年生きてる               | 初音ミク                                                                     | 11位 | わたしのヘリテージ                        |
| 17                                                    | 2021年 | 02月14日 | オーバー！                   | 初音ミク 歌愛ユキ                                                            | 未   | わたしのヘリテージ                        |
| 18                                                    | 2021年 | 03月28日 | たぶん終わり                 | 初音ミク v_flower                                                            | 未   | わたしのヘリテージ                        |
| 19                                                    | 2021年 | 04月24日 | ヘブンズバグ                 | 初音ミク 歌愛ユキ                                                            | 未   | わたしのヘリテージ                        |
| 20                                                    | 2021年 | 06月20日 | あだぽしゃ                   | 初音ミク                                                                     | 未   | わたしのヘリテージ                        |
| 21                                                    | 2021年 | 07月23日 | パインドロップ               | 初音ミク                                                                     | 未   | アルバム未収録                            |
| 22                                                    | 2021年 | 08月20日 | われらはハレ                 | 初音ミク                                                                     | 未   | アルバム未収録                            |
| 23                                                    | 2021年 | 08月29日 | きゅうくらりん               | 可不                                                                         | 1位  | わたしのヘリテージ                        |
| 24                                                    | 2021年 | 12月12日 | アプリコット                 | 初音ミク                                                                     | 未   | わたしのヘリテージ                        |
| 25                                                    | 2022年 | 03月27日 | パジャミィ                   | 初音ミク                                                                     | 未   | 映画、陽だまり、卒業式                    |
| 26                                                    | 2022年 | 04月29日 | 異星にいこうね               | 星界                                                                         | 未   | 映画、陽だまり、卒業式                    |
| 27                                                    | 2022年 | 07月28日 | AKUMA！                      | SOLARIA                                                                      | 未   | アルバム未収録                            |
| 28                                                    | 2022年 | 08月25日 | ぷらいまり                   | 可不                                                                         | 未   | 映画、陽だまり、卒業式                    |
| 29                                                    | 2022年 | 10月08日 | 熱異常                       | 足立レイ                                                                     | 未   | 映画、陽だまり、卒業式                    |
| 30                                                    | 2022年 | 10月26日 | 頬が乾くまで                 | 初音ミク                                                                     | 未   | 映画、陽だまり、卒業式                    |
| 31                                                    | 2022年 | 11月29日 | 地球の裏                     | 裏命                                                                         | 1位  | 映画、陽だまり、卒業式                    |
| 32                                                    | 2023年 | 01月14日 | つづみぐさ                   | 初音ミク                                                                     | -    | 映画、陽だまり、卒業式                    |
| 33                                                    | 2023年 | 03月03日 | 大女優さん                   | 花隈千冬                                                                     | 16位 | 映画、陽だまり、卒業式                    |
| 34                                                    | 2023年 | 03月19日 | 一千光年                     | 初音ミク v_flower 歌愛ユキ GUMI 可不 星界 足立レイ 裏命 花隈千冬 VY1 SOLARIA | 1位  | 映画、陽だまり、卒業式                    |
| 35                                                    | 2023年 | 04月29日 | バベル                       | 重音テト                                                                     | 4位  | 映画、陽だまり、卒業式                    |
| 36                                                    | 2023年 | 05月31日 | ももいろの鍵                 | 初音ミク                                                                     | 1位  | 映画、陽だまり、卒業式                    |
| 37                                                    | 2023年 | 11月02日 | 電脳学級会で会いましょう     | 初音ミク 鏡音リン MEIKO 巡音ルカ                                             | 8位  | Magazine Lv.1                             |
| 38                                                    | 2024年 | 02月04日 | ゆめみるうろこ               | 知声                                                                         | 5位  | 映画、陽だまり、卒業式                    |
| 39                                                    | 2024年 | 02月27日 | たびのまえ、たびのあと       | 初音ミク                                                                     | 4位  | Project VOLTAGE 18 Types/Songs Collection |
| 40                                                    | 2024年 | 04月27日 | クリエイトがある             | 初音ミク                                                                     | 7位  | 映画、陽だまり、卒業式                    |
| 41                                                    | 2024年 | 07月21日 | 黄金数（2024 ver.）          | 初音ミク v_flower                                                            | 未   | 映画、陽だまり、卒業式                    |
| 42                                                    | 2024年 | 08月25日 | うわがき                     | 初音ミク 花隈千冬                                                            | 未   | 未定                                      |
| 43                                                    | 2025年 | 4月1日   | わすれモノ                   | 初音ミク                                                                     | 未   | 未定                                      |
| "-"はチャート圏外を意味する。"未"は未集計を意味する。 |        |          |                              |                                                                              |      |                                           |

### リミックス作品
| # | 公開日 | 公開日   | タイトル                                   | 歌唱          |
| # | 年     | 月日     | タイトル                                   | 歌唱          |
| - | ------ | -------- | ------------------------------------------ | ------------- |
| 1 | 2020年 | 12月13日 | ダーリンダンス-いよわRemix                 | 初音ミク      |
| 2 | 2021年 | 10月15日 | マーシャル・マキシマイザー - いよわRemix   | 初音ミク GUMI |
| 3 | 2022年 | 04月23日 | アニマル - いよわRemix                     | 初音ミク      |
| 4 | 2023年 | 08月05日 | 少女レイ - いよわRemix                     | 初音ミク      |
| 5 | 2024年 | 02月23日 | リレイアウター - いよわRemix               | 歌愛ユキ      |
| 6 | 2024年 | 11月13日 | 電気予報（bachibachi Remix）feat. 初音ミク | 初音ミク      |

ニコニコ動画では、上記の全ての動画を公開している。YouTubeでは、「イーマイナー」及び「ラストジャーニー」以降の動画（リミックス及び無色透名祭作品を除く）を公開している。
2024年2月現在、YouTubeにおけるミュージックビデオの視聴回数は、「きゅうくらりん」が5000万回、「IMAWANOKIWA」が1000万回、「1000年生きてる」が900万回、「アプリコット」が600万回、「ももいろの鍵」が500万回、「あだぽしゃ」「熱異常」が400万回再生を突破している。
またニコニコ動画では、「きゅうくらりん」が500万回、「1000年生きてる」が200万回、「IMAWANOKIWA」「熱異常」「アプリコット」「異星にいこうね」が100万回再生を突破している。

## 参加作品

### コンピレーション・アルバム
| リリース日     | タイトル                                             | 規格               | 収録曲 |
| -------------- | ---------------------------------------------------- | ------------------ | --- |
| 2018年12月30日 | '00→                                                 | CD                 | 全24曲 Real（Disc 1） 1. Second Planet / 青猫高校生Syanamin 2. FUTURE / としろ（青空P） 3. ラッカ / 由末イリ 4. あのね / おとしものP 5. 4th Hardcore / NeKo_4th 6. 夏の終わり / ペルソナ 7. 夏の夜空に輝く星 / ゆうゆう 8. ハクチュウカ゛ツ / Iceky 9. ススメ / momo-n 10. Rudbeckia / RUA 11. 飛行機雲 / わたなし 12. Down Town Music / NotAbutB（ナブP） Memory（Disc 2） 1. 仮面の街 / こるん/cornus 2. こうして僕は死んでいく / Conslo 3. あなたのしたり顔が見たい / いよわ 4. ラスト / 縺れP 5. Fried Summer / 街路樹 6. What was the sand / sibatti2 7. 延命-DEAD END- / かずP 8. シキカ / ななきそなきそ 9. 輪廻転生 / てゐ 10. 唯我世界 / LVRM（リム） 11. 語るなら / manika 12. Voliera di Carcere / Zutq/ラングドシャP |
| 2019年06月23日 | ひとつみつけたつみのあじ                             | CD                 | 全9曲 1. 夢遊絶頂感 / いよわ 2. lit / 由末イリ 3. マキャベリ / manika 4. アザレアに告ぐ（arranged by いよわ） / 由末イリ 5. 濡れた髪でさえ （arranged by 由末イリ） / manika 6. 小夜シークレット（arranged by いよわ） / manika 7. 観劇 （arranged by manika） / 由末イリ 8. 乙女を踊れ（arranged by 由末イリ） / いよわ 9. 水死体にもどらないで（arranged by manika） / いよわ |
| 2019年08月12日 | COИИECT VOCALOID-P × Utaite Compilation Album        | CD                 | 全10曲 1. hue / 市瀬るぽ × りんたる 2. なつやすみ / 水豹 × ぷんつくりー 3. 夏空カンジョウ線 / おとしものP × ぽん酢 4. Pandemonium / ナナツナツ × マイト 5. ふぁっきんぼーい / すんたそ × 一般人A 6. トランスルセントガール / Iceky × moco 7. First Tune / かずP × こたいん 8. 一夏性じゃないから / 由末イリ × うぉもる。 9. ラストジャーニー / いよわ × 水槽 10. ステートマシン / keisei × 廃人 |
| 2019年10月27日 | 放蕩コンピvol.2 御免楚歌                             | CD                 | 全10曲 1. inside out / manika 2. 鬼城 / Peg 3. 無辜のあなた / いよわ 4. デカダンサー / アオワイファイ 5. ペルソナドッペルゲンガーズ / ゆきち 6. ホロウ / manika 7. 嘔吐 / ゆきち 8. ゆるやかな化膿 / いよわ 9. ナツカゼ / アオワイファイ 10. 夜になったら耿十八は / Peg |
| 2019年11月17日 | 愛昧                                                 | CD                 | 全14曲 1. ダウナーダンス零式 / DIVELA 2. フォビア・フォビア / ていくる 3. 秘密基地で待っていて / いよわ 4. ピクセル / ちいたな 5. ヨルのセミ / すりぃ 6. クワバラクワバラ / いちた 7. 小説 夏と罰 (下) / 傘村トータ 8. レモネードを飲み干して / タケノコ少年 9. ちょっとだけ / 瀬名航 10. 哥哥 / 煮ル果実 11. ヨミクダリの灯 / シャノン 12. 君を汚す全てを / yamada 13. 逃避行 / 猫アレルギー 14. 透明少年 / しぇろ |
| 2020年04月05日 | AIWAKARE                                             | CD                 | 全6曲 1. メルセデスの懺悔 / ぐちり 2. さめない / manika 3. ノアノア / いよわ 4. アンチクロノス / メドミア 5. 終るヨルに / 由末イリ 6. 草々不一 / テラ |
| 2020年06月14日 | Schéma -共鳴-                                        | CD                 | 全14曲 1. トポロジー / 椎乃味醂 2. オンリーエンド / いよわ 3. UnderStand / BCNO 4. ディジーズ / 柊キライ 5. 彷徨える感情 / bal 6. 怪物について / 人間合格 7. LSD / 砂粒 8. 0 / A_II 9. 与えるのは銀か鉛か / savasti 10. 馬と鹿に謝って / Δ 11. やきなおし / anoinbae 12. 夜が冷めないうちに / 白風珈琲 13. トロイメライフ / 末代雨季。 14. 魚類による考古学 / シャノン |
| 2020年06月14日 | ピアノコンピ Pianism                                 | CD                 | 全9曲 1. 梅雨 / DIVELA 2. Namioto / Aqu3ra 3. アルストロメリアの枯言葉 / アオトケイ 4. タイニーバニー / youまん 5. アンサイトリー / ちいたな 6. 機械を食べる女の子 / SLAVE.V-V-R 7. とかげの心 / いよわ 8. デラシネ / あ子 9. shelter / 湊いつき |
| 2020年06月14日 | SCRUM vol.1                                          | CD                 | 全10曲 1. 藝術 / 虻瀬 × ジロウ 2. だから、生きなくちゃならない / 椎乃味醂 × 東の#空まで会いにきて 3. 痘痕も靨 / tamon × Ckira 4. ドミトリー / くじら × 只野 5. ロウリュ / Peg × ATUHI 6. 白けた日々の悲しみは、ただ滔々と流れてく / 4ma15 × 灰中空 7. アヌビス / veno × 沼田ゾンビ 8. エトワール / いよわ × ocome 9. ルナ・エクリプス / BCNO × 薬屋 10. 君は悪くない / Δ × 井上カワズ |
| 2020年09月28日 | Rainbow                                              | 配信               | 全12曲 1. リコリス・ラディアータ / メドミア 2. アルガママ / manika 3. 誘蛾灯 / テラ 4. メロウ / ぐちり 5. caution step / ヒガテル 6. あなたクランケン / tamon 7. ピアノフィッシュ / いよわ 8. ヤラズ / BCNO 9. アヤメのこころ / Peg 10. ヴァイオレット / bal 11. なみだのたべかた / 由末イリ 12. 花めかない / なきそ |
| 2021年05月17日 | 放蕩コンピvol.3 密月                                 | CD                 | 全11曲 1. 密月のテーマ / Peg 2. 背景を断つ / BCNO 3. ミディスピアーチェ / アオワイファイ 4. キャラバン / いよわ 5. エヴォーク / manika 6. Mullberry / ゆきち 7. ラブコープス / manika 8. ゆららゆらゆら / BCNO 9. ヘブンズバグ / いよわ 10. Feel Sepia / ゆきち 11. 砂上の歩き方 / Peg |
| 2021年11月20日 | DTMサーのコンピ                                      | CD                 | 全16曲 1. からね / Δ 2. 夕凪に擬態すれば / テラ 3. シッカンアーネスト / メドミア 4. ヒーローがいない街 / いよわ 5. 幽鬱と造花（Δ Arrange） / メドミア 6. ディアーマイウォッチクラフト（テラ Arrange） / いよわ 7. 誰でもない（メドミア Arrange） / Δ 8. アルベロの思惑（いよわ Arrange） / テラ 9. マーシーキリング（Δ Arrange） / いよわ 10. アイロニズム（テラ Arrange） / メドミア 11. 黄金数（メドミア Arrange） / いよわ 12. ガタ（いよわ Arrange） / メドミア 13. 草々不一（Δ Arrange） / テラ 14. 来世は他人がいい（テラ Arrange） / Δ 15. 肺胞に潜る (メドミア Arrange) / テラ 16. 星に願いを (いよわ Arrange) / Δ |
| 2021年12月15日 | EXIT TUNES PRESENTS Vocalodelight feat. 初音ミク     | CD                 | 全18曲+特典4曲 1. ダーリンダンス / かいりきベア feat. 初音ミク 2. グッバイ宣言 / Chinozo feat. flower 3. Henceforth / Orangestar feat. IA 4. Mr.シャーデンフロイデ / ひとしずく×やま△ feat. 初音ミク、鏡音リン、鏡音レン、巡音ルカ、KAITO、MEIKO、GUMI、神威がくぽ 5. コールボーイ / syudou feat. 初音ミク 6. 仮想市民 / ジミーサムP feat. 巡音ルカ 7. IMAWANOKIWA / いよわ feat. 初音ミク 8. YY / 23.exe feat. 初音ミク 9. ロキ / みきとP feat. 鏡音リン、鏡音レン 10. ユエニ / ユリイ・カノンfeat. GUMI 11. オートファジー / 柊キライ feat. flower 12. スーパーヒーロー / Guiano feat. IA 13. ヴィラン / てにをは feat. flower 14. ウダウダウダ / かいりきベア feat. 初音ミク 15. ジターバグ / 蜂屋ななし feat. 初音ミク、MEIKO 16. リングの熾天使 / Mitchie M feat. 初音ミク、鏡音リン、KAITO 17. 僕が夢を捨てて大人になるまで / 傘村トータ feat. 初音ミク 18. レインボウ / EVERGREEN LELAND STUDIO(はりーP、Heavenz、koyori、前略P、ゆっけ、YoP) feat. 初音ミク 初回生産限定盤特典CD 1. ロキ（柊マグネタイト アレンジ） / みきとP 2. ヴィラン（いよわ アレンジ） / てにをは 3. コールボーイ（香椎モイミ アレンジ） / syudou 4. ラブカ?（SLAVE.V-V-R リミックス） / 柊キライ |
| 2022年04月29日 | #596ab8                                              | ダウンロードカード | 全4曲 MV収録ダウンロードカード 1. フォウカス / Fushi (絵:暇,映像:藍瀬まなみ) 2. マイクロウェイブ / いよわ (絵:トチキアキ,映像:いがきち) 3. 溶ける魚 / 椎乃味醂 (絵:ﾒﾄ,映像:柚璃遥) 4. メルティトリオクイズ / 香椎モイミ (絵:檀上大空,映像:藍瀬まなみ&いがきち&柚璃遥) |
| 2023年01月25日 | 幽天のファンタジア feat. 初音ミク                    | CD                 | 全9曲 1. SnowMix♪ / まらしぃ feat. 初音ミク 2. Snow Pops / tilt-six feat. 初音ミク 3. Awaking / picco feat. 初音ミク 4. 絵空事未来 / 真島ゆろ feat. 初音ミク 5. 真夜中はつ雪散歩 / いよわ feat. 初音ミク 6. 冬晴れステップ / きさら feat. 初音ミク 7. GLACIES / MIMI feat. 初音ミク 8. ないしょのポラリス / cat nap feat. 初音ミク 9. SnowMix♪（piano solo ver.） / まらしぃ |
| 2023年04月29日 | 音楽的同位体 星界 1st COMPILATION ALBUM メタファー   | 3CD                | 全36曲 Disc 1 : 詩想のメタファー 1. ステラの座 / 雄之助 2. 傀儡阿修羅 / 柊マグネタイト 3. セレネ / ATOLS 4. とこしずめ / 稲葉曇 5. エリカの憂い / 香椎モイミ 6. お行儀よくね / てにをは 7. 今なら素直になれる、だから…あげたい。 / うたたP 8. あの子みたいに愛されたい / cosMo＠暴走P 9. 侵蝕 / niki 10. Phantasma / tokiwa 11. メルヘンを殺さないで / ive 12. crow / higma Disc 2 : 異彩のメタファー 1. グレートフィルター / 伊根 2. 異星にいこうね / いよわ 3. いらない、いらない、いらない。/ とあ 4. ドールジアビス / 廉 5. ふたりの方法 / meiyo 6. セカイセイフク / 一二三 7. 回想 / 水野あつ 8. ジェイル / 黒澤まどか 9. Oath Flag / ぽりふぉ（PolyphonicBranch） 10. DARKHERO / Sumia 11. 正解 / 他人事 12. 売れない本の主人公たちへ / 青谷 Disc 3 : 残像のメタファー 1. わたしいまめまいしたわ / ユリイ・カノン 2. 遠心力 / ナナホシ管弦楽団 3. 権利買取済少女 / 鬱P 4. えすけーぷ / MIMI 5. 愛のモンスター / イチョウ 6. 羨望、頂に明星 / 卯花ロク 7. 戀賭博 / 名前は未だ無いです。 8. レンタル彼女 / もの憂げ 9. しあわせ / john 10. エニグマ / 清水コウ 11. セカイまるっとあずけて星い！ / タケノコ少年 12. 月 / Guiano                                              |
| 2023年06月07日 | 音楽的同位体 裏命 1st COMPILATION ALBUM パラノーマル | 3CD                | 全39曲 Disc 1：残響のパラノーマル 1. マンダリン / R Sound Design 2. 傷心中 / ピコン 3. 心中なら倉敷で / SLAVE.V-V-R 4. 不純性交遊 / FLG4 5. 貼絵 / 鬱P 6. この命を響かせたいと思ったのだ / 椎乃味醂 7. シンクタンク / 稲葉曇 8. ユメハミ / とあ 9. ソテイラ / しとお 10. ラボ・ラトリ / 柊マグネタイト 11. 夏至下る / 平田義久 12. 風 / Guiano 13. 不完全愛情進行中 / Misumi Disc 2：玉響のパラノーマル 1. シリアルナンバー / meiyo 2. 裏の裏 / 一二三 3. 相対感覚丑ノ刻 / koyori（電ポルP） 4. 昔は好きでした / 青谷 5. ぽけっと・愛の歌 / MIMI 6. カケラ / 水野あつ 7. 征服欲 / コウ 8. Shock!! / YASUHIRO（康寛） 9. セレマ / ナナホシ管弦楽団 10. シュガーハイヴ / 雄之助 11. 奈落 / みきとP 12. ディスペア / ユリイ・カノン 13. 地球の裏 / いよわ Disc 3：交響のパラノーマル 1. わたしレプリカ / 笹川真生 2. 哀悼、そして日常は続く / 卯花ロク 3. 限界曼荼羅 / 烏屋茶房 4. 死式、罪滅ぼし。 / 廉 5. 永遠 / 香椎モイミ 6. ゴーストタウン / biz × ZERA 7. 羊水に溺れる / ive 8. リレイ / 伊根 9. 電視遊戯 / 164 10. ネクロ / ATOLS 11. フィルターバブル / Teary Planet 12. ひとりぼっち産業革命 / シャノン 13. ウルトラロケット / niki                                       |
| 2023年07月21日 | 放蕩コンピvol.4 完全変態                             | 配信               | 全6曲 1. Humanity / BCNO 2. In the Way / mania 3. 綺麗じゃない / Peg 4. EEYONA！ / アオワイファイ 5. アラクネ / いよわ 6. ミロワール / ゆきち |
| 2023年11月19日 | FinGErtip Amusement                                  | CD                 | 全11曲 1. キャットファイト / いよわ 2. サノフォビア / manika 3. ケルベロス / ど〜ぱみん 4. ネクラヒリア / 夏山よつぎ 5. コバルトステラ / Glue 6. シルエッタ / 由末イリ 7. どうかしている / 錦 8. クルシファラス / ぐちり 9. 満開アミューズ！！ / メドミア 10. 染みるキープレート / Iceky 11. Game!?。 / A4。 |
| 2023年11月19日 | まわるほしよにうかぶゆめ                             | CD                 | 全9曲 1. ヨルのすべて / 由末イリ 2. ラカブ / manika 3. 粗大ゴミの日 / いよわ 4. エヴォーク / manika（いよわ Remix） 5. あだぽしゃ / いよわ（manika Remix） 6. パジャミィ / いよわ（由末イリ Remix） 7. ドロップス / 由末イリ（manika Remix） 8. おどりば / 由末イリ（いよわ Remix） 9. 週間少年スーサイド / manika（由末イリ Remix） |
| 2023年11月19日 | Magazine Lv.1                                        | CD                 | 全5曲 1. フレンジー・ビット・トイ / Chinozo 2. リビングデッドランカー / メドミア 3. 七転ビ八起キ / ちいたな 4. 超有名なDANCE / けすまる 5. 電脳学級会で会いましょう / いよわ |
| 2023年12月1日  | STUDY WITH MIKU - part3 -                            | 配信               | 全19曲 1. ノンブレス・オブリージュ - STUDY WITH MIKU ver. - / ピノキオピー 2. Henceforth - STUDY WITH MIKU ver. - / Orangestar 3. エゴロック - STUDY WITH MIKU ver. - / すりぃ 4. きゅうくらりん - STUDY WITH MIKU ver. - / いよわ 5. シャルル - STUDY WITH MIKU ver. - / バルーン 6. 悪ノ娘 - STUDY WITH MIKU ver. - / mothy 7. ロストアンブレラ - STUDY WITH MIKU ver. - / 稲葉曇 8. テオ - STUDY WITH MIKU ver. - / Omoi 9. 我儘姫 - STUDY WITH MIKU ver. - / ふじを 10. 春嵐 - STUDY WITH MIKU ver. - / john 11. フォニイ - STUDY WITH MIKU ver. - / ツミキ 12. ビバハピ - STUDY WITH MIKU ver. - / Mitchie M 13. それがあなたの幸せとしても - STUDY WITH MIKU ver. - / Heavenz 14. マーシャル・マキシマイザー - STUDY WITH MIKU ver. - / 柊マグネタイト 15. トンデモワンダーズ - STUDY WITH MIKU ver. - / UK 16. 死んでしまったんだ - STUDY WITH MIKU ver. - / 椎乃味醂 17. 夜咄ディセイブ - STUDY WITH MIKU ver. - / じん 18. ブリキノダンス - STUDY WITH MIKU ver. - / 日向電工 19. 死んでしまったのだろうか - STUDY WITH MIKU ver. - / Guiano |
| 2024年04月27日 | 全部俺 創刊号                                        | CD                 | 全13曲 1. 星の壊れ方 / TakoyakiKZY 2. クリエイトがある / いよわ 3. アレキシサイミア / はかめ 4. 本来のサル / 原口沙輔 5. ずれる / 馬車馬カエデ 6. ほこりが浮いたら / すずめのめ 7. モグラ返しをよろしく / 濁茶 8. 春の夜明け / RED 9. 宇宙船ニーマルゴ / OUTLOUD 10. 36.6℃ / logico 11. ランドリー / つる 12. 2/惑星 / ヒロモトヒライシン 13. ワールドエンドミュージック / Hitoka hitomoku |

#### その他参加楽曲
| 発売日         | アーティスト      | 楽曲名                                         | 参加   | 収録作品                                                                     |
| -------------- | ----------------- | ---------------------------------------------- | ------ | ---------------------------------------------------------------------------- |
| 2019年11月17日 | manika            | アザレアに告ぐ（いよわRemix）                  | 編曲   | アルバム『Stranger』                                                         |
| 2020年04月18日 | ぐちり            | アストレアの失望                               | ピアノ | アルバム『夢幻泡影』                                                         |
| 2021年07月03日 | ちいたな          | オクタゴン feat.いよわ                         | 編曲   | アルバム『二面性』                                                           |
| 2021年12月22日 | 花譜              | 私論理（いよわRemix）                          | 編曲   | リミックスアルバム『魔法γ』                                                  |
| 2022年01月25日 | 工藤晴香          | GROOVY MUSIC TAPE [いよわ Remix]               | 編曲   | リミックスミニアルバム『KDHRemix』                                           |
| 2022年09月18日 | SEE               | 慈愛は滴り                                     | 調声   | EP『Camisole』                                                               |
| 2022年09月28日 | SQUARE ENIX MUSIC | ビッグブリッヂの死闘（FINAL FANTASY V）        | 編曲   | アレンジコンピレーションアルバム『Electronica Tunes -FINAL FANTASY Series-』 |
| 2022年11月12日 | manika            | 僕だけが三月に取り残されている（いよわ Remix） | 編曲   | トリビュートアルバム『見限って青春』                                         |
| 2022年11月12日 | BCNO              | カポタスト feat.いよわ                         | 編曲   | アルバム『Kith and Kin』                                                     |
| 2023年12月06日 | yuigot & いよわ   | Cloudsurf                                      | 作詞曲 | アルバム『Guidebook』                                                        |

## 楽曲提供
※特記がない限り作詞、作曲、編曲を担当。
| 発売日         | アーティスト     | 曲名                              | 収録作品                                                   |
| -------------- | ---------------- | --------------------------------- | ---------------------------------------------------------- |
| 2021年02月01日 | 水槽             | モノクロになる前に (feat. いよわ) | アルバム『首都雑踏』                                       |
| 2021年07月21日 | 三月のパンタシア | パインドロップ                    | シングル『101 / 夜行』                                     |
| 2022年02月17日 | 長瀬有花         | オレンジスケール                  | アルバム『a look front』                                   |
| 2022年09月28日 | P丸様。          | スーパーレア                      | アルバム『ラブホリック』                                   |
| 2022年11月29日 | ぞん子           | スペシャろうぜ                    | 配信限定シングル                                           |
| 2022年11月30日 | MKLNtic          | ハローマイトリート                | デジタルシングル『はっぴーらいふ』                         |
| 2022年12月16日 | 三月のパンタシア | マイワンダー                      | EP『ゴールデンレイ -解体新章-』                            |
| 2022年12月21日 | サンドリオン     | メロン・ソーダ・フロート          | ベストアルバム『SOUND OF BES2』                            |
| 2023年01月25日 | 鈴木みのり       | わだちの花                        | アルバム『fruitful spring』                                |
| 2023年01月25日 | 渕上舞           | ドロップレット meets いよわ       | ミニアルバム『MAI CREATE』                                 |
| 2023年03月07日 | 名取さな         | パラレルサーチライト              | ミニアルバム『名取さなミュージックコレクション Vol.3』     |
| 2023年05月24日 | 早見沙織         | 残滓                              | アルバム『白と花束』                                       |
| 2023年06月30日 | 長瀬有花         | ほんの感想                        | ミニアルバム『Launchvox』                                  |
| 2023年09月20日 | Sou              | ハイヒール                        | アルバム『センス・オブ・ワンダー』                         |
| 2023年12月06日 | MORE MORE JUMP!  | ももいろの鍵                      | シングル『私は、私達は/ももいろの鍵』                      |
| 2024年09月11日 | しぐれうい       | 勝手に生きましょ                  | アルバム『fiction』                                        |
| 2024年09月11日 | 七次元生徒会！   | 刹那の正体                        | 配信限定シングル                                           |
| 2024年12月12日 | 長瀬有花         | 驚異の魔法                        | サウンドトラック『CHUNITHM LUMINOUS ORIGINAL SOUND TRACK』 |

### タイアップ
| 起用年 | 曲名                   | タイアップ                                                                                        | 出典          |
| ------ | ---------------------- | ------------------------------------------------------------------------------------------------- | ------------- |
| 2022年 | 私の革命               | 「shabondama 2022AW spacial movie」書き下ろし楽曲                                                 | [ 27 ]        |
| 2022年 | ぷらいまり             | サンリオ「まいまいまいごえん」タイアップソング（ライム）                                          | [ 28 ]        |
| 2022年 | 頬が乾くまで           | 「shabondama 2023SS spacial movie」書き下ろし楽曲                                                 | [ 29 ]        |
| 2022年 | 平熱                   | 同人誌『透き通るは心の窓か』第1章「Dancing with petals!」コンセプトソング                         |               |
| 2023年 | つつみぐさ             | サンリオ「まいまいまいごえん」タイアップソング（ライオン）                                        | [ 28 ]        |
| 2023年 | ももいろの鍵           | スマホゲーム「プロジェクトセカイ カラフルステージ! feat. 初音ミク」MORE MORE JUMP! 書き下ろし楽曲 | [ 30 ] [ 31 ] |
| 2024年 | たびのまえ、たびのあと | 「ポケモン feat. 初音ミク Project VOLTAGE 18 Types/Songs」書き下ろし楽曲                          | [ 32 ]        |

## 記録
The VOCALOID Collection
| 回 | 楽曲                                     | 順位 | 大会名      | 部門   |
| -- | ---------------------------------------- | ---- | ----------- | ------ |
| 1  | 1000年生きてる                           | 5位  | 2020 Winter | TOP30  |
| 1  | ダーリンダンス-いよわRemix               | 11位 | 2020 Winter | REMIX  |
| 2  | ヘブンズバグ                             | 21位 | 2021 Spring | TOP30  |
| 3  | マーシャル・マキシマイザー - いよわRemix | 3位  | 2021 Autumn | REMIX  |
| 4  | アニマル - いよわRemix                   | 5位  | 2022 Spring | REMIX  |
| 5  | 熱異常                                   | 1位  | 2022 Autumn | TOP100 |
| 6  | 一千光年                                 | 2位  | 2023 Spring | TOP100 |
| 7  | 少女レイ - いよわRemix                   | 1位  | 2023 Summer | REMIX  |
| 8  | リレイアウター - いよわRemix             | 1位  | 2024 Winter | REMIX  |